# Viviane (heilige)

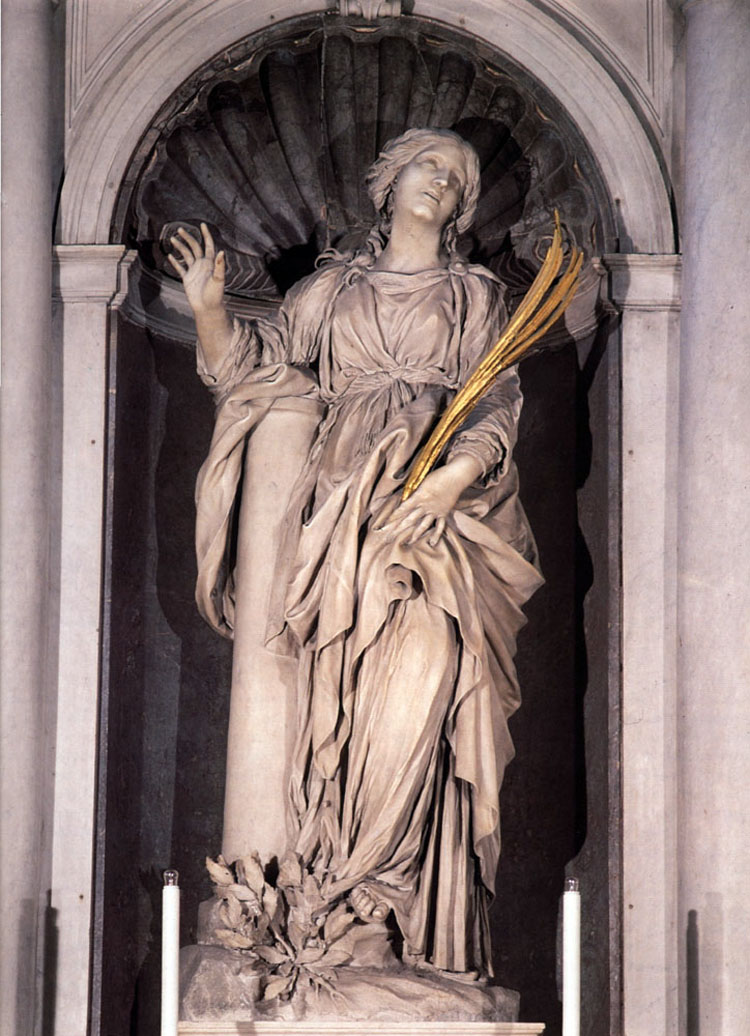
Sculptuur van Viviane door Gian Lorenzo Bernini, in de aan haar gewijde kerk Santa Bibiana in Rome

Viviane, ook bekend als Bibianae (Latijn), is een martelares en heilige in de Rooms-Katholieke Kerk.
Viviane werd geboren in Rome als dochter van christelijke ouders. Onder de regering van keizer Julianus Apostata werden haar ouders opgepakt: haar moeder werd onthoofd en haar vader werd verbannen na eerst zware martelingen te hebben ondergaan. De maagd Viviane werden al haar bezittingen ontnomen en waarna ze vijf maanden in extreme armoede leefde. Daarna werd ze door het gerecht onder de hoede van een vrouw die Rufina heette geplaatst. Rufina probeerde met zachte hand tevergeefs Viviane het christelijke geloof af te laten zweren, waarna ze haar toevlucht tot hardere middelen nam: ze liet Viviane onbarmhartig in elkaar slaan, maar zonder dat deze toegaf. Daarop liet Rufina haar aan een pilaar vastbinden en met een met lood verzwaarde zweep afranselen. Viviane stierf onder de zweepslagen. Haar lichaam werd naar buiten voor de honden gegooid, maar deze raakten het lichaam niet aan. Nadat Viviane's lichaam twee dagen in de open lucht had gelegen werd het 's nachts door een priester met de naam Johannus in de buurt van het paleis van Licinius begraven. Ze werd op 2 december 361 (of 363?) tot martelares verklaard.
Omdat ze volgens de overlevering bij krankzinnigen werd opgesloten is ze de beschermheilige van de verstandelijk gehandicapten en epileptici.
In 467 werd onder paus Simplicius in de Horti Liciniani, dicht bij Vivianes geboortehuis, te Rome een kerk gebouwd, de Chiesa di Santa Bibiana (Sint-Vivianekerk), waarin haar lichaam werd bijgezet. Onder paus Honorius III werd de kerk in 1224 gerestaureerd en in 1625 liet paus Urbanus VIII de architect Gian Lorenzo Bernini de kerk opnieuw restaureren.